# 봉남초등학교
봉남초등학교는 대한민국 전북특별자치도 김제시 봉남면 신호리에 있는 공립 초등학교이다.

## 학교 연혁
- 1925년 4월 20일 하리공립보통학교(4년제) 개교
- 1938년 4월 1일 하리공립심상소학교로 개칭[1]
- 1939년 4월 7일 6년제로 학년 인가
- 1941년 4월 1일 봉남공립국민학교로 개칭[2]
- 1986년 3월 1일 병설유치원 설립
- 1996년 3월 1일 봉남초등학교 개칭[3]
- 2018년 9월 1일 제34대 김진 교장 부임
- 2020년 2월 7일 제93회 졸업(졸업생 3명, 총 졸업생 6,935명)
- 2020년 3월 1일 초등학교 6학급, 특수 1학급, 유치원 1학급 편성

## 참고 자료
- 봉남초등학교 - 한국교육학술정보원 학교알리미